# Мазуренко Микола Петрович
Мазуренко Микола Петрович (нар. 2 січня 1942, с. Болгарка, Березанського району, Миколаївської області) — художник аматор, майстер чеканки.

## Життєвий шлях
Навчався в Бердянському технічному училищі. Після служби у збройних силах колишнього СРСР Микола Петрович вступив на навчання в Бердянський машинобудівний технікум та одночасно працював на нафтопереробному заводі у цього міста.
З 1968 року проживає в м. Хорол. Працював на Хорольському механічному заводі. Велика частина його життя пов'язана із роботою майстра виробничого навчання в Хорольському сільськогосподарському технікумі. З 1982 року Микола Петрович працював завідувачем Хорольської художньої майстерні. З 2005 року по 2015 рік працював художником Хорольського краєзнавчого музею.

## Творча діяльність
У Хорольському агропромисловому коледжі зараз можна побачити великі панно та картини художника, які прикрашають стіни цього закладу. Займався оформленням та декоруванням Петракіївської школи (нині ліцею), дитячого садочку, контори та інших об'єктів Хорольського радгоспу-технікуму. Займався розписом стін Петропавлівської церкви в м. Хорол.
Картини художника презентуються на районних та обласних виставках, репродукції його картин ввійшли до альманаху-каталогу «Полтавський обласний фестиваль художників-аматорів імені Григорія Ксьонза», багато картин знаходиться в приватних колекціях та подаровані установам, зокрема ботанічному саду та бібліотеці.
У Полтавському краєзнавчому музеї є полотна, основною темою яких є образ українських пісень: «Там, де Ятрань круто в'ється», «Вечір надворі, ніч наступає..», «Копав, копав криниченьку», «Гей, волошин сіно косить». Хорольці можуть помилуватися творами на історичну тематику: триптих «Козацькому роду нема переводу», «Дорога до Джелаллабада», «Аварія на Чорнобильській АЕС», «Битва з татарами», «Милостиня сліпому Кобзарю» та інші відображають цікаві історичні моменти нашої держави. Найцікавішими і найгарнішими, особисто для мене, є пейзажі, де змальована природа нашої Хорольщини. Дивишся на картину і милуєшся нею. І звичайно ж запитуєш, а де ж ви побачили оцю красу? А красу справжній художник бачить скрізь, навіть там, де ви її не помічаєте. Картини «Соняшники», «Річка Хорол», «Виноград», «Іній» дихають справжньою одухотвореністю і натхнення.
Проте Микола Петрович відомий не лише, як автор багатьох картин, а й як майстер чеканки. Його роботи з металу є в приватних колекціях і в Болгарії і на Кубі, знають їх і в інших країнах. У Полтавському краєзнавчому музеї ім. В. Г. Кричевського експонувалися п'ять робіт майстра.
Довгий час співав у народному самодіяльному ансамблі «Джерело» Районного будинку культури.